# Пекур, Пётр Григорьевич
Пётр Григорьевич Пекур (01.01.1925, Шолойки — 14.12.2001) — наводчик орудия 275-го гвардейского истребительно-противотанкового артиллерийского полка, гвардии сержант — на момент представления к награждению орденом Славы 1-й степени.

## Биография
Родился 1 января 1925 года в селе Шолойки Козелецкого района (ныне в Черниговской области). Украинец. Член КПСС с 1962 года. Окончил 7 классов. Трудился в колхозе.
В Красной армии и на фронте в Великую Отечественную войну с сентября 1943 года. Воевал в составе Воронежского, 2-го и 1-го Белорусского фронтов. Участвовал в освобождении Белоруссии, Польши, в боях на территории Германии, форсировал реки Турья, Висла, Одер.
Наводчик орудия 275-го гвардейского истребительно-противотанкового артиллерийского полка гвардии сержант Пекур в составе расчёта 26 августа 1944 года в бою при отражении контратак противников у населённых пунктов Кликова, Гура Пулавска из орудия подбил танк, две автомашины, подавил четыре огневые точки, уничтожил свыше десяти солдат.
18 октября 1944 года за мужество, проявленное в боях с врагом, гвардии сержант Пекур награждён орденом Славы 3-й степени.
Освобождая Польшу, в боях по близ населённых пунктов Анелин, Янув 14 января 1945 года гвардии сержант Пекур разрушил два вражеских наблюдательных пункта, подавил две огневые точки, истребил несколько противников.
Приказом по 69-й армии от 8 марта 1945 года гвардии сержант Пекур награждён орденом Славы 2-й степени.
За период с 16 по 29 апреля 1945 года, в ходе Берлинской стратегической наступательной операции, Пекур в составе тех же полка и бригады 5-й ударной армии при прорыве обороны противника на подступах к городу Берлин и в уличных боях огнём прямой наводкой разбил две вражеских зенитных пушки, вывел из строя три пулемётные точки и до двадцати противников. В одном из боёв был ранен, но остался в строю.
Указом Президиума Верховного Совета СССР от 15 мая 1946 года за мужество, отвагу и героизм, , гвардии сержант Пекур Пётр Григорьевич награждён орденом Славы 1-й степени.
В 1950 году лейтенант Пекур демобилизован. Жил в городе Остёр Черниговской области. В 1954 году окончил Остёрский строительный техникум. Работал техником-строителем в Козелецкой межколхозной строительной организации. Скончался 14 декабря 2001 года.
Награждён орденами Славы Отечественной войны 1-й и 2-й степеней, двумя орденами Красной Звезды, орденами Славы 3-х степеней, медалями, в том числе «За отвагу».